# بليتش (الموسم 9)
القائد الجديد شوسوكي أماغاي (新隊長天貝繍助篇 شين تايتشو أماغاي شوسوكي هِن) هو الموسم التاسع من أنمي بليتش، ويحتوي على 22 حلقة. قام بإخراج الموسم نوريوكي أبيه وأنتجه تلفاز طوكيو و‌دنستو و‌إستديو بيرو. الموسم مقتبس من مانغا بنفس الاسم للمؤلف تايت كوبو ولكن بقصة حصرية لمسلسل الأنمي فقط. يحكي الموسم عن قائد جديد بالشينيغامي يدعى شوسوكي أماغاي، والغموض المحيط بعشيرة كاسوميوجي، إحدى العائلات التي تشكل طبقة النبلاء في مجتمع الأرواح.
بدأ عرض الموسم في اليابان ابتداءً من 23 أبريل 2008 وحتى 7 أكتوبر 2008. أصدرت أنيبلكس 5 مجلدات دي في دي كل منها يحتوي على 4 حلقات ابتداءً من 26 نوفمبر 2008 وحتى 25 مارس 2009.
يحتوي الموسم على 3 شارات موسيقية: شارة بداية وشارتا نهاية. شارة البداية هي «تشو-بورا» (Chu-Bura) من أداء كيلون. شارة النهاية الأولى هي «برتقالي» (Orange) من أداء ليل بي، وظهرت من الحلقة 168 حتى الحلقة 179، وشارة النهاية الثانية هي «رماحة» (Gallop) من أداء بيز، واِستُخدِمت لبقية الحلقات.

## قائمة الحلقات
| الرقم | عنوان الحلقة                                                                                 | فصول المانغا | تاريخ العرض الأصلي |
| ----- | -------------------------------------------------------------------------------------------- | ------------ | ------------------ |
| 168   | «ظهور القائد الجديد! اسمه هو شوسوكي أماغاي» (新隊長登場！その名は天貝繍助)                   | حصرية        | 23 أبريل 2008      |
| 169   | «تنمية جديدة، ظهور الطالب الخطير المنقول!» (新展開､危険な転校生現る！)                       | حصرية        | 7 مايو 2008        |
| 170   | «الصراع اليائس تحت الليل المقمر، السفاك والزانباكتو الغامضان» (月夜の死闘、謎の刺客と斬魄刀) | حصرية        | 14 مايو 2008       |
| 171   | «كينريو، الإسراف في إزهار الزهور القرمزية» (犬龍、咲き乱れる紅の華)                          | حصرية        | 21 مايو 2008       |
| 172   | «كيبوني يذهب إلى الحرب! العاصفة العنيفة المحتدمة» (貴船出陣！吹き荒れる烈風)                 | حصرية        | 28 مايو 2008       |
| 173   | «ظهور الشر العظيم! الظلام في منزل كاسوميوجي» (巨悪の登場！霞大路家の闇)                      | حصرية        | 4 يونيو 2008       |
| 174   | «كسر حدود المرآة! أسر إيتشيغو» (鏡の境界を破れ！捕らわれの一護)                              | حصرية        | 11 يونيو 2008      |
| 175   | «السفاك المنتقم، استهداف إيتشيغو» (復讐の刺客、狙われた一護)                                 | حصرية        | 18 يونيو 2008      |
| 176   | «غموض! سيف السفاك المُستهلَك» (怪奇！刀を喰う暗殺者)                                           | حصرية        | 25 يونيو 2008      |
| 177   | «انعكاس روكيا، النصل الهائج» (逆転のルキア、暴走する刀)                                      | حصرية        | 25 يونيو 2008      |
| 178   | «الكابوس الذي ظهر، إيتشيغو بداخل المرآة» (見せられた悪夢、鏡の中の一護)                      | حصرية        | 2 يوليو 2008       |
| 179   | «مواجهة؟! أماغاي ضد الغوتاي 13» (対立！？ 天貝VS護廷十三隊)                                  | حصرية        | 9 يوليو 2008       |
| 180   | «قرار الأميرة، العروس الحزينة» (姫の決意、哀しき花嫁)                                        | حصرية        | 16 يوليو 2008      |
| 181   | «قصص الفرقة الثانية! إيتشيغو محاصر» (二番隊出撃！包囲された一護)                             | حصرية        | 23 يوليو 2008      |
| 182   | «قوة أماغاي الحقيقية، إطلاق الزانباكتو!» (天貝(あまがい)の実力、斬魄刀(ざんぱきとう)解放！)  | حصرية        | 30 يوليو 2008      |
| 183   | «الظلام المتحرك! ألوان كيبوني الحقيقية» (動き出した闇！貴船(きぶね)の正体)                   | حصرية        | 6 أغسطس 2008       |
| 184   | «كيرا وكيبوني، هجوم ودفاع الفرقة الثالثة» (吉良と貴船、三番隊の攻防)                         | حصرية        | 20 أغسطس 2008      |
| 185   | «الجليد واللهب! قتال ضاري بين أماغاي وهيتسوغايا» (氷と炎！天貝VS日番谷の激闘)                | حصرية        | 27 أغسطس 2008      |
| 186   | «أوامر الغارة! قمع منزل كاسوميوجي» (出撃指令！霞大路家を制圧せよ)                            | حصرية        | 3 سبتمبر 2008      |
| 187   | «احتدام إيتشيغو! سر السفاك» (一護激怒！暗殺者の秘密)                                         | حصرية        | 10 سبتمبر 2008     |
| 188   | «مبارزة! أماغاي ضد إيتشيغو» (決闘！天貝ＶＳ一護)                                             | حصرية        | 17 سبتمبر 2008     |
| 189   | «فخر الشينيغامي الساقط» (堕ちた死神の誇り)                                                   | حصرية        | 7 أكتوبر 2008      |

## إصدارات منزلية
| المجلد | تاريخ الإصدار  | الحلقات | مرجع  |
| ------ | -------------- | ------- | ----- |
| 1      | 26 نوفمبر 2008 | 168–171 | [ 4 ] |
| 2      | 17 ديسمبر 2008 | 172–175 | [ 7 ] |
| 3      | 28 يناير 2009  | 176–179 | [ 8 ] |
| 4      | 25 فبراير 2009 | 180–184 | [ 9 ] |
| 5      | 25 مارس 2009   | 185–189 | [ 5 ] |

## معلومات
1. ↑  الغوتاي 13 (護廷十三隊 غوتايجوسانتاي؟، تعني حرفيًا "فرق الحماية الملكية الثلاثة عشر")، وهي مؤسسة عسكرية مخصصة لحماية مجتمع الأرواح؛ وكل فرقة لها قائد ونائب قائد ورتبها تسمى المقاعد.